# Gorgolaḯnis
Le dème de Gorgolaḯnis, en grec moderne : Δήμος Γοργολαΐνη, est une ancienne municipalité du district régional de Héraklion, en Crète, en Grèce. Depuis la réforme du gouvernement local de 2011, il fait partie du dème de Héraklion, dont il est devenu une unité municipale.
Il était situé au centre du district d'Héraklion et basé dans le village d'Ágios Mýron. Selon le recensement de 2001, l'ancien dème de Gorgolaḯnis a un total de 3 171 habitants et une superficie de 41 711 hectares.